# Élections fédérales australiennes de 2022 dans les territoires
Les élections fédérales australiennes de 2022 dans le Territoire de la capitale australienne et le Territoire du Nord ont eu lieu le 21 mai 2022. Les très sièges dans le Territoire de la capitale australienne et les deux sièges dans le Territoire du Nord à la Chambre des représentants et les deux sièges du Sénat dans chaque territoire étaient en élection.

## Résultats

### Territoire de la capitale australienne
| Parti                                    | Parti                  | Parti                  | Votes   | %      | Swing | Sièges | +/−    |  |
| ---------------------------------------- | ---------------------- | ---------------------- | ------- | ------ | ----- | ------ | ------ |  |
|                                          | Travailliste           | Travailliste           | 126 595 | 44,89  | +3,80 | 3      | Stable |  |
|                                          | Libéral                | Libéral                | 74 759  | 26,51  | −4,81 | 0      | Stable |  |
|                                          | Verts                  | Verts                  | 52 648  | 18,67  | +1,82 | 0      | Stable |  |
|                                          | UAP                    | UAP                    | 6 864   | 2,43   | −0,25 | 0      | Stable |  |
|                                          | Une nation             | Une nation             | 6 630   | 2,35   | +2,35 | 0      | Stable |  |
|                                          | Démocrates libéraux    | Démocrates libéraux    | 1 706   | 0,60   | –0,35 | 0      | Stable |  |
|                                          | Indépendants           | Indépendants           | 12 795  | 4,54   | +0,12 | 0      | Stable |  |
| Total                                    | Total                  | Total                  | 281 997 | 100,00 |       | 3      | Stable |  |
|                                          |                        |                        |         |        |       |        |        |  |
| Votes invalides/blancs                   | Votes invalides/blancs | Votes invalides/blancs | 7 116   | 2,46   | −1,03 | –      | –      |  |
| Participation                            | Participation          | Participation          | 289 113 | 92,07  | –1,08 | –      | –      |  |
| Électeurs inscrits                       | Électeurs inscrits     | Électeurs inscrits     | 314 025 | –      | –     | –      | –      |  |
| Préférence bipartite                     |                        |                        |         |        |       |        |        |  |
|                                          | Travailliste           | Travailliste           | 188 799 | 66,95  | +5,34 | –      | –      |  |
|                                          | Libéral                | Libéral                | 93 198  | 33,05  | –5,34 | –      | –      |  |
| Source: AEC pour les votes et les sièges |                        |                        |         |        |       |        |        |  |

#### Bean
| Parti                            | Parti                        | Candidat                     | Voix    | %     | ±     |
| -------------------------------- | ---------------------------- | ---------------------------- | ------- | ----- | ----- |
|                                  | Travailliste                 | David Smith (en)             | 41 060  | 41,73 | +3,59 |
|                                  | Libéral                      | Jane Hiatt                   | 29 241  | 29,72 | −1,72 |
|                                  | Verts                        | Kathryn Savery               | 14 559  | 14,80 | +1,71 |
|                                  | Indépendant                  | Jamie Christie               | 8 023   | 8,15  | −0,12 |
|                                  | UAP                          | Sean Conway                  | 2 831   | 2,88  | +0,48 |
|                                  | Une nation                   | Benjamin Ambard              | 2 680   | 2,72  | +2,72 |
| Total des suffrages exprimés     | Total des suffrages exprimés | Total des suffrages exprimés | 98 394  | 97,12 | +2,27 |
| Votes nuls                       | Votes nuls                   | Votes nuls                   | 2 915   | 2,88  | −2,27 |
| Participation                    | Participation                | Participation                | 101 309 | 92,58 | −1,20 |
| Résultat de préférence bipartite |                              |                              |         |       |       |
|                                  | Travailliste                 | David Smith (en)             | 61 935  | 62,95 | +5,43 |
|                                  | Libéral                      | Jane Hiatt                   | 36 459  | 37,05 | −5,43 |
|                                  | Travailliste retenir         | Travailliste retenir         | Swing   | +5,43 |       |

#### Canberra
| Parti                                        | Parti                        | Candidat                     | Voix   | %     | ±      |
| -------------------------------------------- | ---------------------------- | ---------------------------- | ------ | ----- | ------ |
|                                              | Travailliste                 | Alicia Payne (en)            | 41 435 | 44,88 | +4,38  |
|                                              | Verts                        | Tim Hollo                    | 22 795 | 24,69 | +1,38  |
|                                              | Libéral                      | Slade Minson                 | 20 102 | 21,77 | −6,08  |
|                                              | Indépendant                  | Tim Bohm                     | 4 772  | 5,17  | +0,47  |
|                                              | UAP                          | Catherine Smith              | 1 687  | 1,83  | +0,25  |
|                                              | Une nation                   | James Miles                  | 1 531  | 1,66  | +1,66  |
| Total des suffrages exprimés                 | Total des suffrages exprimés | Total des suffrages exprimés | 92 322 | 98,23 | +0,39  |
| Votes nuls                                   | Votes nuls                   | Votes nuls                   | 1 668  | 1,77  | −0,39  |
| Participation                                | Participation                | Participation                | 93 990 | 92,08 | −0,54  |
| Résultat de préférence bipartite (notionnel) |                              |                              |        |       |        |
|                                              | Travailliste                 | Alicia Payne (en)            | 66 898 | 72,46 | +5,38  |
|                                              | Libéral                      | Slade Minson                 | 25 424 | 27,54 | −5,38  |
| Résultat de préférence bicandidat            |                              |                              |        |       |        |
|                                              | Travailliste                 | Alicia Payne (en)            | 57 421 | 62,20 | −4,89  |
|                                              | Verts                        | Tim Hollo                    | 34 901 | 37,80 | +37,80 |
|                                              | Travailliste retenir         | Travailliste retenir         | Swing  | –4,89 |        |

#### Fenner
| Parti                            | Parti                        | Candidat                     | Voix   | %     | ±     |
| -------------------------------- | ---------------------------- | ---------------------------- | ------ | ----- | ----- |
|                                  | Travailliste                 | Andrew Leigh (en)            | 44 100 | 48,31 | +3,45 |
|                                  | Libéral                      | Nathan Kuster                | 25 416 | 27,84 | −6,82 |
|                                  | Verts                        | Natasa Sojic                 | 15 294 | 16,75 | +2,33 |
|                                  | Une nation                   | Lucia Grant                  | 2 419  | 2,65  | +2,65 |
|                                  | UAP                          | Timothy Elton                | 2 346  | 2,57  | −1,50 |
|                                  | Démocrates libéraux          | Guy Jakeman                  | 1 706  | 1,87  | +1,87 |
| Total des suffrages exprimés     | Total des suffrages exprimés | Total des suffrages exprimés | 91 281 | 97,30 | +0,29 |
| Votes nuls                       | Votes nuls                   | Votes nuls                   | 2 533  | 2,70  | −0,29 |
| Participation                    | Participation                | Participation                | 93 814 | 91,51 | −1,50 |
| Résultat de préférence bipartite |                              |                              |        |       |       |
|                                  | Travailliste                 | Andrew Leigh (en)            | 59 966 | 65,69 | +5,13 |
|                                  | Libéral                      | Nathan Kuster                | 31 315 | 34,31 | −5,13 |
|                                  | Travailliste retenir         | Travailliste retenir         | Swing  | +5,13 |       |

#### Sénat
| Parti                        | Parti                              | Candidat                                   | Voix    | %      | ±      |
| ---------------------------- | ---------------------------------- | ------------------------------------------ | ------- | ------ | ------ |
| Quota                        | Quota                              | Quota                                      | 95 073  |        |        |
|                              | Travailliste                       | 1. Katy Gallagher (élu 1) 2. Maddy Northam | 95 184  | 33,37  | −5,98  |
|                              | Libéral                            | 1. Zed Seselja (en) 2. Kacey Lam           | 70 739  | 24,80  | −7,58  |
|                              | David Pocock                       | 1. David Pocock (élu 2) 2. Clare Doube     | 60 406  | 21,18  | +21,18 |
|                              | Verts                              | 1. Tjanara Goreng Goreng 2. James Cruz     | 29 360  | 10,29  | −7,42  |
|                              | Kim pour Canberra                  | 1. Kim Rubenstein (en) 2. Kim Huynh        | 12 622  | 4,43   | +4,43  |
|                              | UAP                                | 1. James Savoulidis 2. Tracey Page         | 6 112   | 2,14   | –0,13  |
|                              | Légaliser le cannabis              | 1. Andrew Katelaris 2. Michelle Stanvic    | 4 516   | 1,58   | +1,58  |
|                              | AJP                                | 1. Yana Del Valle 2. Jannah Fahiz          | 1 889   | 0,66   | +0,66  |
|                              | Australie durable                  | 1. Joy Angel 2. John Haydon                | 1 638   | 0,57   | –1,08  |
|                              | IMOP                               | 1. Michael Simms 2. Mary-Jane Liddicoat    | 1 458   | 0,51   | +0,51  |
|                              | Progressistes                      | 1. Therese Faulkner 2. Stephen Lin         | 726     | 0,25   | +0,25  |
|                              | Non-groupé                         | Fuxin Li                                   | 567     | 0,20   | −5,54  |
| Total des suffrages exprimés | Total des suffrages exprimés       | Total des suffrages exprimés               | 285 217 | 98,25  | +0,57  |
| Votes nuls                   | Votes nuls                         | Votes nuls                                 | 5 091   | 1,75   | –0,57  |
| Participation                | Participation                      | Participation                              | 290 308 | 92,45  | −1,06  |
|                              | Travailliste retenir               | Travailliste retenir                       | Swing   | −5,98  |        |
|                              | David Pocock vainqueur sur Libéral | David Pocock vainqueur sur Libéral         | Swing   | +21,18 |        |

### Territoire du Nord
| Parti                                    | Parti                  | Parti                  | Votes   | %      | Swing | Sièges | +/−    |  |
| ---------------------------------------- | ---------------------- | ---------------------- | ------- | ------ | ----- | ------ | ------ |  |
|                                          | Travailliste           | Travailliste           | 38 522  | 38,16  | −4,11 | 2      | Stable |  |
|                                          | Rural libéral          | Rural libéral          | 29 664  | 29,39  | −8,13 | 0      | Stable |  |
|                                          | Verts                  | Verts                  | 13 182  | 13,06  | +2,91 | 0      | Stable |  |
|                                          | Démocrates libéraux    | Démocrates libéraux    | 7 787   | 7,71   | +7,71 | 0      | Stable |  |
|                                          | Une nation             | Une nation             | 5 418   | 5,37   | +5,37 | 0      | Stable |  |
|                                          | UAP                    | UAP                    | 4 510   | 4,47   | +1,62 | 0      | Stable |  |
|                                          | Citoyens               | Citoyens               | 497     | 0,49   | +0,49 | 0      | Stable |  |
|                                          | Indépendants           | Indépendants           | 1 357   | 1,34   | −3,30 | 0      | Stable |  |
| Total                                    | Total                  | Total                  | 100 937 | 100,00 |       | 2      | Stable |  |
|                                          |                        |                        |         |        |       |        |        |  |
| Votes invalides/blancs                   | Votes invalides/blancs | Votes invalides/blancs | 5 658   | 5,31   | +0,62 | –      | –      |  |
| Participation                            | Participation          | Participation          | 106 595 | 73,08  | –4,86 | –      | –      |  |
| Électeurs inscrits                       | Électeurs inscrits     | Électeurs inscrits     | 145 851 | –      | –     | –      | –      |  |
| Préférence bipartite                     |                        |                        |         |        |       |        |        |  |
|                                          | Travailliste           | Travailliste           | 56 065  | 55,54  | +1,34 | –      | –      |  |
|                                          | Rural libéral          | Rural libéral          | 44 872  | 44,46  | –1,34 | –      | –      |  |
| Source: AEC pour les votes et les sièges |                        |                        |         |        |       |        |        |  |

#### Lingiari
| Parti                            | Parti                        | Candidat                     | Voix   | %     | ±     |
| -------------------------------- | ---------------------------- | ---------------------------- | ------ | ----- | ----- |
|                                  | Travailliste                 | Marion Scrymgour (en)        | 16 747 | 36,56 | −8,24 |
|                                  | Rural libéral                | Damien Ryan (en)             | 15 893 | 34,69 | −2,22 |
|                                  | Verts                        | Blair McFarland              | 5 018  | 10,95 | +2,71 |
|                                  | Une nation                   | Tim Gallard                  | 2 470  | 5,39  | +5,39 |
|                                  | Démocrates libéraux          | George Kasperek              | 1 948  | 4,25  | +4,25 |
|                                  | UAP                          | Allan McLeod                 | 1 882  | 4,11  | +1,29 |
|                                  | Indépendant                  | Michael Gravener             | 248    | 2,07  | +2,07 |
|                                  | Citoyens                     | Thong Sum Lee                | 497    | 1,08  | +1,08 |
|                                  | Indépendant                  | Imelda Adamson Agars         | 409    | 0,89  | +0,89 |
| Total des suffrages exprimés     | Total des suffrages exprimés | Total des suffrages exprimés | 45 812 | 92,63 | −2,32 |
| Votes nuls                       | Votes nuls                   | Votes nuls                   | 3 647  | 7,37  | +2,32 |
| Participation                    | Participation                | Participation                | 49 459 | 66,83 | −6,02 |
| Résultat de préférence bipartite |                              |                              |        |       |       |
|                                  | Travailliste                 | Marion Scrymgour (en)        | 23 339 | 50,95 | −4,51 |
|                                  | Rural libéral                | Damien Ryan (en)             | 22 473 | 49,05 | +4,51 |
|                                  | Travailliste retenir         | Travailliste retenir         | Swing  | −4,51 |       |

#### Solomon
| Parti                            | Parti                        | Candidat                     | Voix   | %     | ±      |
| -------------------------------- | ---------------------------- | ---------------------------- | ------ | ----- | ------ |
|                                  | Travailliste                 | Luke Gosling (en)            | 21 775 | 39,50 | −0,54  |
|                                  | Rural libéral                | Tina Macfarlane              | 13 771 | 24,98 | −13,07 |
|                                  | Verts                        | Aiya Goodrich Carttling      | 8 164  | 14,81 | +2,97  |
|                                  | Démocrates libéraux          | Kylie Bonanni                | 5 839  | 10,59 | +10,59 |
|                                  | Une nation                   | Emily Lohse                  | 2 948  | 5,35  | +5,35  |
|                                  | UAP                          | Tayla Selfe                  | 2 628  | 4,77  | +1,90  |
| Total des suffrages exprimés     | Total des suffrages exprimés | Total des suffrages exprimés | 55 125 | 96,48 | +0,85  |
| Votes nuls                       | Votes nuls                   | Votes nuls                   | 2 011  | 3,52  | −0,85  |
| Participation                    | Participation                | Participation                | 57 136 | 79,53 | −3,55  |
| Résultat de préférence bipartite |                              |                              |        |       |        |
|                                  | Travailliste                 | Luke Gosling (en)            | 32 726 | 59,37 | +6,29  |
|                                  | Rural libéral                | Tina Macfarlane              | 22 399 | 40,63 | −6,29  |
|                                  | Travailliste retenir         | Travailliste retenir         | Swing  | +6,29 |        |

#### Sénat
| Parti                        | Parti                        | Candidat                                               | Voix    | %     | ±     |
| ---------------------------- | ---------------------------- | ------------------------------------------------------ | ------- | ----- | ----- |
| Quota                        | Quota                        | Quota                                                  | 34 540  |       |       |
|                              | Travailliste                 | 1. Malarndirri McCarthy (en) (élu 1) 2. Kate Ganley    | 34 163  | 32,97 | −4,50 |
|                              | Rural libéral                | 1. Jacinta Nampijinpa Price (élu 2) 2. Kris Civitarese | 32 846  | 31,70 | −4,97 |
|                              | Verts                        | 1. Jane Anzelark 2. Dianne Stokes                      | 12 707  | 12,26 | +2,02 |
|                              | Démocrates libéraux          | 1. Sam McMahon 2. Jed Hansen                           | 9 609   | 9,27  | +9,27 |
|                              | Légaliser le cannabis        | 1. Lance Lawrence 2. Kelly-Anne Hibbert                | 6 455   | 6,23  | +2,40 |
|                              | Grand australien             | 1. Steve Arrigo 2. Angela Marcus                       | 4 573   | 4,41  | +4,41 |
|                              | Australie durable            | 1. Lamaan White 2. Richard Belcher                     | 1 715   | 1,66  | +1,66 |
|                              | Citoyens                     | 1. Trudy Campbell 2. Peter Flynn                       | 956     | 0,92  | +0,48 |
|                              | Non-groupé                   | 1. Raj Rajwin (UAP)                                    | 593     | 0,57  | −0,66 |
| Total des suffrages exprimés | Total des suffrages exprimés | Total des suffrages exprimés                           | 103 617 | 96,92 | +0,56 |
| Votes nuls                   | Votes nuls                   | Votes nuls                                             | 3 290   | 3,08  | −0,56 |
| Participation                | Participation                | Participation                                          | 106 907 | 73,30 | −4,91 |
|                              | Travailliste retenir         | Travailliste retenir                                   | Swing   | −4,50 |       |
|                              | Rural libéral retenir        | Rural libéral retenir                                  | Swing   | −4,97 |       |